# Emilio Gómez Muriel
Emilio Gómez Muriel (San Luis Potosí, 22 de mayo de 1910 - Ciudad de México, 25 de enero de 1985) fue un director, productor y guionista de cine mexicano.

## Filmografía

### Director
- El payo - un hombre contra el mundo! (1974)
- Basuras humanas (1972)
- Todos los pecados del mundo (1972)
- Los dos hermanos (1971)
- En esta cama nadie duerme (1971)
- Los corrompidos (1971)
- La buscona (1970)
- Flor de durazno (1970)
- La mentira (1970)
- Santa (1969)
- Cinco en la cárcel (1968)
- La cama (1968)
- Blue Demon destructor de espías (1968)
- El corrido del hijo desobediente (1968)
- La endemoniada (1968)
- Esclava del deseo (1968)
- Seis días para morir (La rabia) (1967)
- Rocambole contra la secta del escorpión (1967)
- Rocambole contra las mujeres arpías (1967)
- La perra (1967)
- Báñame mi amor (1966)
- La cigüeña distraída (1966)
- Me cansé de rogarle (1966)
- El fugitivo (1966)
- Nacidos para cantar (1965)
- Canta mi corazón (1965)
- Tres muchachas de Jalisco (1964)
- Tres palomas alborotadas (1963)
- Los apuros de dos gallos (1963)
- Dos gallos y dos gallinas (1963)
- Dos años de vacaciones (1962)
- Simitrio (1960)
- La estrella vacía (1960)
- 800 leguas por el Amazonas (1959)
- El caso de una adolescente (1958)
- El gallo colorado (1957)
- Llamas contra el viento (1956)
- Con quién andan nuestras hijas (1956)
- La vida tiene tres días (1955)
- Maternidad imposible (1955)
- Historia de un abrigo de mink (1955)
- Un minuto de bondad (1954)
- El joven Juárez (1954)
- Ley fuga (1954)
- Las tres Elenas (1954)
- La ladrona (1954)
- Cuatro horas antes de morir (1953)
- Padre nuestro (1953)
- Eugenia Grandet (1953)
- Un divorcio (1953)
- La mujer que tú quieres (1952)
- Carne de presidio (1952)
- Tercio de quites (1951)
- Anillo de compromiso (1951)
- Una gallega baila mambo (1951)
- Vivillo desde chiquillo (1951)
- Nosotras, las taquígrafas (1950)
- Entre tu amor y el cielo (1950)
- Pata de palo (1950)
- Sentencia (1950)
- Cuando acaba la noche (1950)
- La dama del alba (1950)
- La mujer del puerto (1949)
- Las puertas del presidio (1949)
- Arriba el norte (1949)
- La panchita (1949)
- Ojos de juventud (1948)
- El gallero (1948)
- Nocturno de amor (1948)
- Yo soy tu padre (1948)
- El ropavejero (1947)
- Crimen en la alcoba (1946)
- El sexo fuerte (1946)
- La pajarera (1945)
- La monja alférez (1944)
- La guerra de los pasteles (1944)
- Redes (1936)

### Productor
- La montaña del diablo (1975)
- Los caciques (1975)
- Basuras humanas (1972)
- Todos los pecados del mundo (1972)
- Los dos hermanos (1971) (productor asociado)
- En esta cama nadie duerme (1971)
- Los corrompidos (1971)
- La buscona (1970)
- Flor de durazno (1970)
- La mentira (1970)
- Pasaporte a la muerte (1968)
- Cinco en la cárcel (1968)
- La cama (1968)
- Blue Demon destructor de espías (1968)
- El corrido de El hijo desobediente (1968)
- La endemoniada (1968)
- Esclava del deseo (1968)
- Rocambole contra la secta del escorpión (1967)
- Rocambole contra las mujeres arpías (1967)
- La perra (1967)
- Muchachos impacientes (1966)
- La mano que aprieta (1966)
- Los endemoniados del ring (1966)
- El planeta de las mujeres invasoras (1966)
- Los asesinos del karate (1965)
- Canta mi corazón (1965)
- Gigantes planetarios (1965)
- La sombra del mano negra (1964)
- Los hermanos Barragán (1964)
- Tres muchachas de Jalisco (1964)
- Neutrón contra el criminal sádico (1964)
- Tres palomas alborotadas (1963)
- Los apuros de dos gallos (1963) (productor asociado)
- Neutrón contra el Dr. Caronte (1963) (sin crédito)
- Dos gallos y dos gallinas (1963)
- Sangre sobre el ring (1962) (sin crédito)
- Los autómatas de la muerte (1962) (sin crédito)
- Neutrón el enmascarado negro (1962)
- Simitrio (1960)
- Dos hijos desobedientes (1960)
- 800 leguas por el Amazonas (1959)
- La venenosa (1959)
- El caso de una adolescente (1958)
- El gallo colorado (1957)
- ¡Aquí están los aguilares! (1957)
- Con quién andan nuestras hijas (1956)
- Distinto amanecer (1943)
- Flor silvestre (1942) (productor asociado)
- La virgen que forjó una patria (1942)
- El tigre de Yautepec (1933) (productor asociado)

### Guionista
- La mentira (1970) (adaptación)
- Santa (1969) (escritor)
- Pasaporte a la muerte (1968) (historia)
- Blue Demon destructor de espías (1968) (historia)
- Rocambole contra la secta del escorpión (1967) (historia)
- Rocambole contra las mujeres arpías (1967) (historia)
- Me cansé de rogarle (1966) (escritor)
- La mano que aprieta (1966) (escritor)
- Los endemoniados del ring (1966) (guion)
- El fugitivo (1966) (historia y guion)
- El planeta de las mujeres invasoras (1966) (escritor)
- Los asesinos del karate (1965) (guion)
- Canta mi corazón (1965) (historia)
- Gigantes planetarios (1965) (guion)
- La sombra del mano negra (1964) (historia y guion)
- Los hermanos Barragán (1964) (adaptación)
- Tres muchachas de Jalisco (1964) (escritor)
- Neutrón contra el criminal sádico (1964) (historia y guion)
- Tres palomas alborotadas (1963) (escritor)
- Los apuros de dos gallos (1963) (guion)
- Dos gallos y dos gallinas (1963) (historia y guion)
- Dos años de vacaciones (1962) (escritor)
- Simitrio (1960) (guion)
- La estrella vacía (1960) (escritor)
- 800 leguas por el Amazonas (1959) (guion)
- Con quién andan nuestras hijas (1956) (guion)
- Maternidad imposible (1955) (adaptación y diálogo)
- El joven Juárez (1954) (guion)
- Ley fuga (1954) (guion)
- Padre nuestro (1953) (guion)
- Eugenia Grandet (1953) (adaptación, guion y diálogo)
- Un divorcio (1953) (guion)
- La dama del alba (1950) (escritor)
- La mujer del puerto (1949) (escritor)
- Las puertas del presidio (1949) (escritor)
- La panchita (1949) (historia)
- El gallero (1948) (escritor)
- Crimen en la alcoba (1946) (guion)
- La pajarera (1945) (escritor)
- Bésame mucho (1945) (escritor)
- La guerra de los pasteles (1944) (adaptación y diálogo)
- La adelita (1938) (escritor)
- Redes (1936) (escritor)

### Montaje
- Historia de un gran amor (1942)
- Los tres mosqueteros (1942)
- Alejandra (1942)
- Cuando viajan las estrellas (1942)
- La abuelita (1942)
- Las cinco noches de Adán (1942)
- Mi viuda alegre (1942)
- La gallina clueca (1941)
- La casa del rencor (1941)
- El gendarme desconocido (1941)
- ¡Ay, qué tiempos, señor Don Simón! (1941)
- Lo que el viento trajo (1941)
- El rápido de las 9.15 (1941)
- El capitán Centellas (1941)
- El zorro de Jalisco (1941)
- ¡Que viene mi marido! (1940)
- Los de abajo (1940)
- Miente y serás feliz (1940)
- Una luz en mi camino (1939)
- La noche de los mayas (1939)
- Juntos, pero no revueltos (1939)
- Juan sin miedo (1939)
- María (1938)
- Mientras México duerme (1938)
- Refugiados en Madrid (1938)
- La adelita (1938)
- Adiós Nicanor (1937)
- Jalisco nunca pierde (1937)
- Redes (1936)

### Supervisor de Producción
- Flor silvestre (1943)

## Premios y distinciones
Festival Internacional de Cine de San Sebastián
| Año  | Categoría                                                        | Película | Resultado |
| ---- | ---------------------------------------------------------------- | -------- | --------- |
| 1960 | Premio Perla del Cantábrico a la Mejor Película de Habla Hispana | Simitrio | Ganador   |